# Bouygues
Bouygues er et fransk industrikonglomerat grundlagt i 1952 af Francis Bouygues og ledet af hans søn Martin Bouygues.
Gruppen er struktureret omkring tre aktiviteter: byggeri med Bouygues Construction, Bouygues Immobilier og Colas, telekommunikation med Bouygues Telecom og medier gennem TF1-gruppen.
I 2020 udgjorde Bouygues salg 34,7 milliarder euro. I slutningen af 2020 var gruppen etableret i 81 lande på fem kontinenter og beskæftigede mere end 129.018 mennesker, herunder 62.901 uden for Frankrig.